# 奧馬魯峰
奧馬魯峰（英語：Oamaru Peak），是南極洲的山峰，位於羅斯島，處於特拉諾瓦山以北3.7公里和考德威爾峰以北1.9公里，海拔高度約1,000米，由新西蘭地理委員會命名，現時由南極條約體系管理。